# Despertador

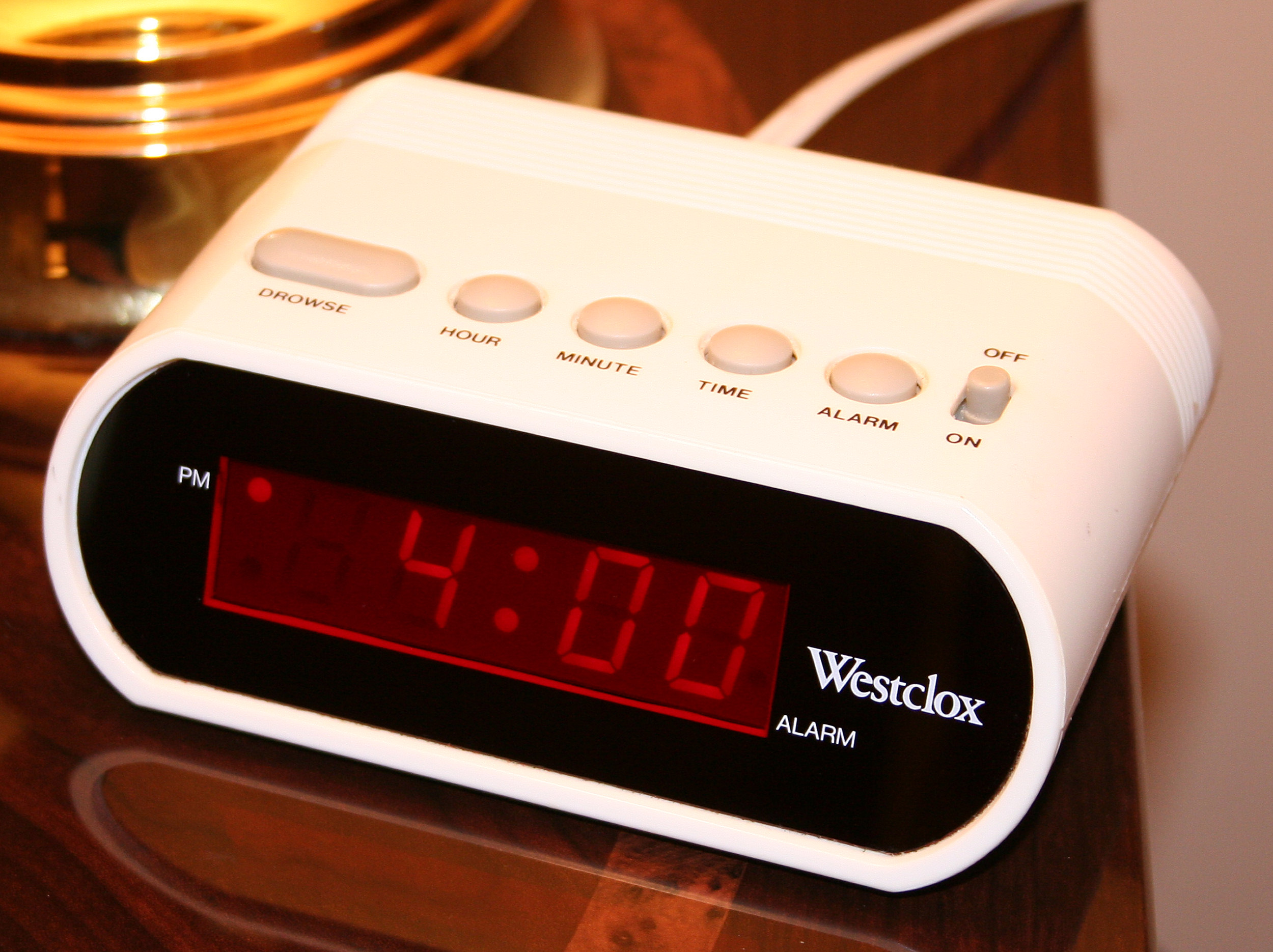
Moderno relógio despertador digital

Despertador é um relógio projetado para alertar um indivíduo ou um grupo de indivíduos em uma hora específica. Na maioria dos casos, a função primária desses relógios é despertar indivíduos após uma noite de sono ou após um cochilo.

## História
Há mais de 4 mil anos, lá na época em que a maioria dos povos do planeta eram agricultores, não existiam relógios digitais ou de ponteiros; a contagem do tempo era feita a partir das estações do ano. Ao longo da história, tais medições foram se aperfeiçoando cada vez mais, a exemplo da aderência do relógio solar, que aponta as horas de acordo com o posicionamento do Sol.
Foi só no começo da Época Moderna, lá pelo século XV, que os relógios de ponteiro começaram a ser vendidos na Europa.[carece de fontes?]
Com a Primeira Revolução Industrial (1780), chegaram os horários de trabalho fixos, sendo assim necessário que o trabalhador acorde na hora para ir ao trabalho. O primeiro despertador foi criado pelo americano Levi Hutchins, em 1787; porém, só tocava às 4 da madrugada, pois era a hora que ele tinha que acordar. O primeiro despertador que era possível definir a hora foi criado pelo francês Antoine Redier, em 1847.[carece de fontes?]
A ideia de criar algo para acordar no horário não foi executada apenas com o despertador. Platão criou um dispositivo que consistia de três recipientes empilhados. Com o primeiro cheio de água, o líquido gotejava por um funil estreito até a parte central encher e forçar o ar a sair por uma pequena abertura, gerando assim um assobio que acordava quem estava dormindo.[carece de fontes?]